# Трушки (Псковская область)
Трушки — деревня в Бережанской волости Островского района Псковской области.
Расположена на левом берегу реки Великая при впадении в неё Кухвы, в 13 км к западу от центра города Остров и в 8 км к западу от деревни Рубилово.
Численность населения деревни по состоянию на 2000 год составляла 8 человек.
До 2005 года деревня входила в состав ныне упразднённой Калининской волости с центром в д. Рубилово.